# Sólet
A sólet (jiddis: טשאָלנט, csolnt v. csolnt; héber: חמין hamin), egy hagyományos szombati zsidó étel. Neve feltehetően provanszál, ófrancia eredetű a chaloir=főz igéből, illetve annak szótövéből, a X-XI. századból ered. A chaud lit meleg ágyat, vagy ágyban főttet jelent. Amikor a kész sóletot kivették a kemencéből, meleg takarók alá helyezték.
Az étel a zsidó vallás előírásainak köszönheti létrejöttét, ugyanis a mózesi törvények szerint szombaton tilos tüzet rakni, a meleg ételre viszont hűvösebb éghajlaton határozottan volt igény. Ezért már pénteken délután begyújtották a kemencét, és a lassú tűzön megfőtt étel másnapra is meleg maradt.
Sokféleképpen készülhet a sólet. Örökre vitás, hogy fehér, vagy tarkababból kell-e főzni. Mindenképpen tesznek bele gerslit (árpagyöngy), füstölt húst, héjával főzik benne a tojást, többnyire libahússal, esetenként töltött libanyakkal, vagy kuglival (a sóletbe belefőzött betét) készítik el. Izraelben gyakoribb, hogy csicseriborsóból, néha krumplival és sárgarépával együtt főzik és inkább haminnak nevezik.  „...érdekes, hogy az arabok is azt eszik és pontosan ugyanígy nevezik. Úgy tetszik, a gyomraink könnyebben megértik egymást.” – (Raj Tamás)
A szegényesebben készült, vagy levesesebb sóletet inkább ricsetnek nevezik, ebben rendszerint nincs hús, viszont többféle zöldséggel készülhet.

## Készítése
24 órával korábban beáztatják a babot, 3-4 nagy fej hagymát levelekre szednek és libazsírban üvegesre párolnak. Meghintik liszttel, beleteszik a füstölt húst, majd a babot és a gerslit. Fölengedik vízzel, hogy ellepje és beleteszik a megmosott tojásokat. A lefedett fazék legalább 8 órára a kemencébe kerül.
A XX. század első felében a (főleg pesti) zsidó családoknál szokás volt a fazekat a közeli pékre bízni, ahol a kenyérsütés után forró sütőben készült el a sólet.

## Sóletfesztivál
2015 óta minden augusztus végén az Egységes Magyarországi Izraelita Hitközség (EMIH) szervezésében kerül megrendezésre a Sóletfesztivál. A gasztrofesztivál középpontjában, mint neve is mutatja a sólet áll, de a hagyományosan, Magyarországon megszokott elkészítési módok mellett a világ más tájain készült sóletekkel is megismerkedhetnek az érdeklődők és természetesen meg is kóstolhatják azokat. A Sóletfesztivál helyszíne a budapesti történelmi zsidó negyed szívében, a Kazinczy utcában van.